# Boxi
A Boxi 2013-ban bemutatott magyar televíziós 3D-s számítógépes animációs sorozat, amelyet az M2 tűzött műsorára. A forgatókönyvet Klingl Béla írta, az animációs sorozatot Koós Árpád, Klingl Béla és Gauder Áron rendezte.
A sorozatot több nemzetközi fesztiválon is bemutatták. A Zöldben című epizód elnyerte a Legjobb animáció díját a 2017-es Green Fest Nemzetközi Zöld Kultúra Fesztiválon.
A sorozat részeit később egy 60 perces filmmé fűzték össze, plussz jelenetekkel összefűzve az epizódokat. Ez a filmet 2019. október 20-án mutatták be az M2-n.

## Összefoglaló
A történet egy kutyus, valamint két barátja Kartomi és Kartonka kalandjait meséli el.

## Szereplők
- Kutyus – A főhős, akinek kalandjai láthatóak a történetben.
- Kartomi – A kutyus egyik barátja.
- Kartonka – A kutyus másik barátja.

## Epizódok
| Évad | Évad | Részek száma | Részek száma | Eredeti sugárzás   | Eredeti sugárzás  | Magyar adó |
| Évad | Évad | Részek száma | Részek száma | Évadbemutató       | Évadzáró          | Magyar adó |
| ---- | ---- | ------------ | ------------ | ------------------ | ----------------- | ---------- |
|      | 1.   | 5            | 5            | 2013. július 16.   | 2013. július 20.  | M2         |
|      | 2.   | 5            | 5            | 2014. december 29. | 2015. január 2.   | M2         |
|      | 3.   | 3            | 3            | 2016. október 29.  | 2016. október 30. | M2         |

### 1. évad (2013)
| Sor. | Év. | Cím      | Premier          |
| ---- | --- | -------- | ---------------- |
| 1.   | 1.  | Firkák   | 2013. július 16. |
| 2.   | 2.  | Éjszaka  | 2013. július 17. |
| 3.   | 3.  | Szél     | 2013. július 18. |
| 4.   | 4.  | Ufo      | 2013. július 19. |
| 5.   | 5.  | Nyomozás | 2013. július 20. |

### 2. évad (2014–15)
| Sor. | Év. | Cím             | Premier            |
| ---- | --- | --------------- | ------------------ |
| 6.   | 1.  | Az asztalon túl | 2014. december 29. |
| 7.   | 2.  | Gubanc          | 2014. december 30. |
| 8.   | 3.  | Alvilág         | 2014. december 31. |
| 9.   | 4.  | Mérgespolgár    | 2015. január 1.    |
| 10.  | 5.  | Ragaszkodás     | 2015. január 2.    |

### 3. évad (2016)
| Sor. | Év. | Cím           | Premier           |
| ---- | --- | ------------- | ----------------- |
| 11.  | 1.  | Forgalmi dugó | 2016. október 29. |
| 12.  | 2.  | Zöldben       | 2016. október 29. |
| 13.  | 3.  | Zene-bona     | ?                 |
| 14.  | 4.  | Levelek       | ?                 |
| 15.  | 5.  | Téli örömök   | ?                 |